# Podalyria cuneifolia
Podalyria cuneifolia är en ärtväxtart som beskrevs av Étienne Pierre Ventenat. Podalyria cuneifolia ingår i släktet Podalyria och familjen ärtväxter. Inga underarter finns listade i Catalogue of Life.